# SHFV-Pokal 2021/22
Der SHFV-Pokal 2021/22 war die 69. Austragung des schleswig-holsteinischen Verbandspokals der Männer im Amateurfußball. Der Pokalsieger qualifizierte sich für den DFB-Pokal 2022/23. Titelverteidiger war der SC Weiche Flensburg 08.

## Spielmodus
Bei einem unentschiedenen Spielstand nach regulären 90 Minuten kommt es, wie in anderen Pokalwettbewerben, zu einer zweimal 15-minütigen Verlängerung und, falls immer noch kein Sieger feststeht, im Anschluss zu einem Elfmeterschießen.

## Teilnehmende Mannschaften
Alle schleswig-holsteinischen Mannschaften, die in der Vorsaison oberhalb der Oberliga Schleswig-Holstein spielten, waren automatisch qualifiziert. Ausgenommen war der Zweitligist Holstein Kiel, da die Vereine der Bundesliga und 2. Bundesliga nicht an den Verbandspokalen teilnehmen und automatisch für den DFB-Pokal qualifiziert sind. Zudem qualifizierten sich die Kreispokalsieger und ein Finalist der 11 Kreisfußballverbände. Zweitmannschaften waren nicht teilnahmeberechtigt.
Folgende Mannschaften waren somit für den SHFV-Pokal 2021/22 qualifiziert (in der Klammer ist die Ligenzugehörigkeit in dieser Spielzeit angegeben):
| Vereine der 3. Liga 2020/21 - VfB Lübeck (IV) | Vereine der Regionalliga Nord 2020/21 - SC Weiche Flensburg 08 (IV) - Heider SV (IV) - 1. FC Phönix Lübeck (IV) | Kreispokalsieger 2020/21 - Herzogtum Lauenburg: SV Grün-Weiß Siebenbäumen (VI) - Holstein (Neumünster, Plön): PSV Union Neumünster (V) - Kiel: FC Kilia Kiel (VI) - Lübeck: FC Dornbreite Lübeck (V) - Nordfriesland: Husumer SV (VI) - Ostholstein: Oldenburger SV (V) - Rendsburg-Eckernförde: TuS Jevenstedt (VI) - Schleswig-Flensburg (inkl. Flensburg): TSB Flensburg (V) - Segeberg: SV Todesfelde (V) - Stormarn: SV Eichede (V) - Westküste (Dithmarschen, Steinburg): - Sieger FC Reher/Puls (VII) - Finalist TSV Lägerdorf (VI) |

| Ligaebene in Klammern: IV = Regionalliga Nord • V = Oberliga Schleswig-Holstein • VI = Landesligen • VII = Verbandsligen |

## Achtelfinale
|                           | Ergebnis  |                        |
| ------------------------- | --------- | ---------------------- |
| FC Reher/Puls             | 00:10     | Oldenburger SV         |
| SV Eichede                | 0:1       | Heider SV              |
| FC Kilia Kiel             | 3:2       | 1. FC Phönix Lübeck    |
| TSV Lägerdorf             | 4:1       | Husumer SV             |
| SV Todesfelde             | 0:4 n. V. | VfB Lübeck             |
| TuS Jevenstedt            | 1:4       | FC Dornbreite Lübeck   |
| PSV Union Neumünster      | 0:5       | TSB Flensburg          |
| SV Grün-Weiß Siebenbäumen | 0:8       | SC Weiche Flensburg 08 |

## Viertelfinale
|                      | Ergebnis |                        |
| -------------------- | -------- | ---------------------- |
| FC Dornbreite Lübeck | 0:4      | Heider SV              |
| TSV Lägerdorf        | 0:5      | VfB Lübeck             |
| FC Kilia Kiel        | 1:2      | TSB Flensburg          |
| Oldenburger SV       | 1:7      | SC Weiche Flensburg 08 |

## Halbfinale
|               | Ergebnis  |                        |
| ------------- | --------- | ---------------------- |
| TSB Flensburg | 2:1       | SC Weiche Flensburg 08 |
| VfB Lübeck    | 5:2 n. V. | Heider SV              |

## Finale
|               | Ergebnis               |            |
| ------------- | ---------------------- | ---------- |
| TSB Flensburg | 2:2 n. V. (9:10 i. E.) | VfB Lübeck |